# Lewistown (Pennsilvània)
Lewistown és una població dels Estats Units a l'estat de Pennsilvània. Segons el cens del 2000 tenia 8.998 habitants.

## Demografia
Segons el cens del 2000, Lewistown tenia 8.998 habitants, 4.023 habitatges, i 2.281 famílies. La densitat de població era de 1.728,4 habitants/km².
Dels 4.023 habitatges en un 27,3% hi vivien nens de menys de 18 anys, en un 39,3% hi vivien parelles casades, en un 12,9% dones solteres, i en un 43,3% no eren unitats familiars. En el 38,1% dels habitatges hi vivien persones soles el 18,6% de les quals corresponia a persones de 65 anys o més que vivien soles. El nombre mitjà de persones vivint en cada habitatge era de 2,18 i el nombre mitjà de persones que vivien en cada família era de 2,87.
Per edats la població es repartia de la següent manera: un 23,1% tenia menys de 18 anys, un 8,2% entre 18 i 24, un 28,7% entre 25 i 44, un 21% de 45 a 60 i un 19,1% 65 anys o més.
L'edat mediana era de 38 anys. Per cada 100 dones de 18 o més anys hi havia 79,2 homes.
La renda mediana per habitatge era de 21.568 $ i la renda mediana per família de 30.606 $. Els homes tenien una renda mediana de 26.812 $ mentre que les dones 19.523 $. La renda per capita de la població era de 14.733 $. Entorn del 16,4% de les famílies i el 21,7% de la població estaven per davall del llindar de pobresa.

## Poblacions més properes
El següent diagrama mostra les poblacions més properes.